# Велика награда Мајамија
Велика награда Мајамија је део светског шампионата Формуле 1 2022. године, а догађај се одржава на Међународном аутодрому у Мајамију са десетогодишњим уговором.

## Историја
Граду Мајамију је 2018. поднет предлог за Велику награду Мајамија као део светског шампионата Формуле 1, при чему је 2019. предложена као први термин за трку. Након што су настале компликације због планова изградње и развоја ПортМајамија, поднет је предлог за трку 2021. године на стадиону Хард рок. Стаза је затим померила локације из центра града у област у близини Хард рок стадиона и његових оближњих паркинга. Трка није ушла у календар 2021, пошто се Формула 1 одлучила за трку на уличној стази у Џеди за инаугуралну Велику награду Саудијске Арабије. Догађај би требало да буде део светског шампионата Формуле 1 2022, а трка се одржава на Међународном аутодрому у Мајамију са десетогодишњим уговором. Трка ће се одржати 8. маја.

## Стаза
Стаза је посебно дизајнирана за догађај, са неколико потенцијалних дизајна стаза предложених и тестираних. Власник стадиона Стивен Рос је неколико година покушавао да изведе Велику награду Мајамија пре него што је успео. Изгледа стазе је дизајниран на начин да трке не ометају локално становништво. Стаза је са привременом инфраструктуром, као што су баријере и ограде, које ће бити уклоњене када нема трка. У априлу 2022. уочи дебија у мају пријављено је 95% завршене стазе.

## Победници

### По годинама
Све Велике награде Мајамија одржане су на Међународном аутодрому у Мајамију.
| Година | Возач          | Конструктор |
| ------ | -------------- | ----------- |
| 2022   | Макс Верстапен | Ред бул     |
| Извор: |                |             |